# El Otro Cine
El Otro Cine es una revista electrónica chilena, de actualización diaria, especializada en entregar información sobre cine, tanto nacional como internacional, mediante la publicación de noticias, críticas, entrevistas y columnas temáticas, convirtiéndose con los años en uno de los sitios especializados en cine más visitados del país.

## Historia
Fundada en agosto de 2006 por Wladimyr Valdivia, Ingeniero Civil de profesión, cinéfilo y comentarista de cine por oficio. La revista nació como un blog de opinión personal soportado en la plataforma blogger por la simple necesidad de escribir y compartir su gusto por el cine. Con el tiempo, y por el rápido éxito alcanzado, el sitio se vio obligado a crecer, sumando colaboradores e integrando a Pablo Font como Editor General, a la fecha.
En el año 2008, la revista fue invitada a participar por el Consejo Nacional de la Cultura y las Artes en la organización de La Fiesta del Cine en la ciudad de Antofagasta, lugar de origen de la revista, evento que promueve la difusión del cine nacional y que convoca año a año a un centenar de público a lo largo de todo el país.
En el año 2009, y en una encuesta realizada por el Diario Ciudadano  El Nortero. de la ciudad de Antofagasta, fue escogido con una alta mayoría como el “Mejor Medio Electrónico del Año”.
En el año 2010, el medio se adjudicó el Fondo Nacional de Desarrollo Cultural y las Artes, FONDART, con el proyecto titulado “Mejoramiento, Desarrollo Web e Implementación, Revista Electrónica de Cine y Cultura ELOTROCINE.CL”, con lo que el sitio dio un importante salto en términos gráficos y de desarrollo web, conformando un equipo estable, incorporando de manera más interactiva el uso de las redes sociales, creando su actual imagen corporativa, y convirtiéndose en marca registrada según la Ley de Propiedad Intelectual N°17.336 del Estado de Chile.
En el año 2012, el sitio fue galardonado con la distinción Alianza 2012, premio otorgado por el destacado escritor y periodista chileno Víctor Bórquez Núñez, como una manera de efectuar un público reconocimiento a quienes hacen cultura –en cualquiera de las manifestaciones y expresiones- de manera absolutamente desinteresada y sin contar con un apoyo en específico.
Desde su creación, el sitio también ha sido responsable de la organización de eventos de exhibición en la ciudad de Antofagasta, siendo el más importante la Primera Muestra de Cine Chileno Independiente ANTICINE 2010 y la Muestra de Cine “Pedro Sienna Antofagasta 2010”. Además, ha producido la itinerancia de importantes festivales a nivel nacional en la ciudad, tales como el Festival de Cine_B y el Primer Festival Nacional del Videoclip FENACLIP.
La revista funciona también como plataforma de difusión para diversos festivales, actividades y eventos, actuando como auspiciador, patrocinador o media partner, además de ser organizadores de diferentes muestras, ciclos y eventos a nivel regional y nacional.

## EOC Awards
Desde el año 2007, la revista otorga una mención a lo mejor del cine a fines de cada año, donde premia a lo más destacado, estrenado entre enero y diciembre del mismo año. Dichos premios son conocidos como los EOC Awards y son escogidos por los propios lectores de la revista, a partir de nominaciones asignadas por los comentaristas y críticos de cine del mismo sitio.

## Equipo y Colaboradores
Desde su creación a la fecha, son muchas las personas que han formado parte del equipo de colaboradores de la revista, siendo una particularidad que no necesariamente sus colaboradores deben provenir del mundo del periodismo, la literatura y el cine.
La conformación actual del equipo de la revista es la siguiente:

Director y Fundador:
- Wladimyr Valdivia.

Editor General:
- Pablo Font.

Asesor de Contenidos / Fotógrafo:
- Anahí Pacheco.

Periodista:
- Mario Vernal Vilicic.

Columnistas:
- Jennifer Bassaletti.

- Fer Prieto.

- Consuelo Fontecilla.

- Gabriel Moroni.

- Felipe González.

- Pilar Rodríguez.

- Ricardo Riera.

- Federico Furzan.

Colaboradores:
- Carolina Schilling.

- Andrea Carvajal.

## Eventos
La revista, como medio de difusión, ha sido apoyo oficial de diversos eventos realizados en el país. Además, y a través de su equipo de trabajo principal, ha realizado una labor de promoción cultural mediante la producción y la organización de una serie de actividades. 

### Organización
| Año  | Mes        | Evento                                                    | Lugar              | Ref.  |
| ---- | ---------- | --------------------------------------------------------- | ------------------ | ----- |
| 2010 | Julio      | 1° Festival de Cine Independiente de Antofagasta ANTICINE | Antofagasta, Chile | [ 4 ] |
| 2010 | Septiembre | Muestra de Cine "Pedro Sienna Antofagasta 2010"           | Antofagasta, Chile | [ 5 ] |

### Producción
| Año  | Mes        | Evento                                                                       | Lugar              | Ref.   |
| ---- | ---------- | ---------------------------------------------------------------------------- | ------------------ | ------ |
| 2007 | Noviembre  | 1° Festival Nacional del Videoclip FENACLIP Muestra Antofagasta              | Antofagasta, Chile | [ 6 ]  |
| 2008 | Febrero    | Montaje Teatral Me Mandó Flores Hoy de Solange Villanueva Llanos. Sernam     | Antofagasta, Chile | [ 6 ]  |
| 2008 | Noviembre  | Fiesta del Cine Antofagasta 2008. Consejo Nacional de la Cultura y las Artes | Antofagasta, Chile | [ 7 ]  |
| 2009 | Diciembre  | Fiesta del Cine Antofagasta 2009. Consejo Nacional de la Cultura y las Artes | Antofagasta, Chile | [ 8 ]  |
| 2010 | Mayo       | Homenaje a Mario Vernal (1932-2009). Universidad de Antofagasta              | Antofagasta, Chile | [ 9 ]  |
| 2010 | Julio      | 1° Festival de Cine Independiente de Antofagasta ANTICINE                    | Antofagasta, Chile | [ 4 ]  |
| 2010 | Septiembre | Muestra de Cine "Pedro Sienna Antofagasta 2010"                              | Antofagasta, Chile | [ 5 ]  |
| 2010 | Octubre    | Festival de Cine_B//3 Muestra Antofagasta                                    | Antofagasta, Chile | [ 10 ] |
| 2014 | Enero      | 1° Jornada Documental y Conversación "Migración en Antofagasta"              | Antofagasta, Chile | [ 11 ] |

### Patrocinador / Media Partner
| Año  | Mes        | Evento                                                                                    | Lugar              | Ref.   |
| ---- | ---------- | ----------------------------------------------------------------------------------------- | ------------------ | ------ |
| 2006 | Agosto     | Festival Internacional de Cine del Norte de Chile 2006                                    | Antofagasta, Chile | [ 12 ] |
| 2007 | Agosto     | Festival Internacional de Cine del Norte de Chile 2007                                    | Antofagasta, Chile | [ 13 ] |
| 2007 | Octubre    | 3° Festival Internacional de Cine de Antofagasta FICIANT 2007                             | Antofagasta, Chile | [ 14 ] |
| 2007 | Noviembre  | 1° Festival Nacional del Videoclip FENACLIP                                               | Santiago, Chile    | [ 6 ]  |
| 2007 | Diciembre  | Montaje Teatral "Poe, el cuervo Nunca Emprendió el Vuelo". Compañía de Teatro Karamanchel | Antofagasta, Chile | [ 15 ] |
| 2008 | Enero      | 2° Festival de Tendencias Escénicas Antofagasta 2008                                      | Antofagasta, Chile | [ 16 ] |
| 2008 | Febrero    | Montaje Teatral Me Mandó Flores Hoy de Solange Villanueva Llanos. Sernam                  | Antofagasta, Chile | [ 6 ]  |
| 2008 | Agosto     | Festival Internacional de Cine del Norte de Chile 2008                                    | Antofagasta, Chile | [ 17 ] |
| 2008 | Noviembre  | Fiesta del Cine Antofagasta 2008. Consejo Nacional de la Cultura y las Artes              | Antofagasta, Chile | [ 7 ]  |
| 2008 | Noviembre  | Charla Magistral "Patricio Manns en Antofagasta". Universidad Arturo Prat                 | Antofagasta, Chile | [ 18 ] |
| 2009 | Enero      | 3° Festival de Tendencias Escénicas Antofagasta 2009                                      | Antofagasta, Chile | [ 19 ] |
| 2009 | Agosto     | Festival Internacional de Cine del Norte de Chile 2009                                    | Antofagasta, Chile | [ 20 ] |
| 2009 | Octubre    | Fiesta Chile+Cultura Antofagasta 2009. Consejo Nacional de la Cultura y las Artes         | Antofagasta, Chile | [ 21 ] |
| 2009 | Diciembre  | Fiesta del Cine Antofagasta 2009. Consejo Nacional de la Cultura y las Artes              | Antofagasta, Chile | [ 8 ]  |
| 2010 | Mayo       | Homenaje a Mario Vernal (1932-2009). Universidad de Antofagasta                           | Antofagasta, Chile | [ 9 ]  |
| 2010 | Julio      | 1° Festival de Cine Independiente de Antofagasta ANTICINE                                 | Antofagasta, Chile | [ 4 ]  |
| 2010 | Septiembre | Muestra de Cine "Pedro Sienna Antofagasta 2010"                                           | Antofagasta, Chile | [ 5 ]  |
| 2010 | Octubre    | Festival de Cine_B//3 Muestra Antofagasta                                                 | Antofagasta, Chile | [ 10 ] |
| 2010 | Octubre    | 1° Muestra de Cortos Stop Motion Antofagasta 2010. Universidad Católica del Norte         | Antofagasta, Chile | [ 22 ] |
| 2010 | Octubre    | Antofagasta+Teatro: Ciclo de Tres Remontajes Teatrales en el Bicentenario                 | Antofagasta, Chile | [ 23 ] |
| 2010 | Noviembre  | 4° Festival Internacional de Cine de Antofagasta FICIANT 2010                             | Antofagasta, Chile | [ 24 ] |
| 2010 | Diciembre  | 6° Festival de Cine Social y Antisocial FECISO 2010                                       | La Pintana, Chile  | [ 25 ] |
| 2011 | Enero      | Festival Internacional de Cine del Norte de Chile FICNOR 2011                             | Antofagasta, Chile | [ 26 ] |
| 2011 | Octubre    | 5° Festival Internacional de Cine de Antofagasta FICIANT 2011                             | Antofagasta, Chile | [ 27 ] |
| 2012 | Agosto     | Festival Internacional de Cine del Norte de Chile FICNOR 2012                             | Antofagasta, Chile | [ 28 ] |
| 2012 | Noviembre  | 6° Festival Internacional de Cine de Antofagasta FICIANT 2012                             | Antofagasta, Chile | [ 29 ] |
| 2013 | Noviembre  | Festival Internacional de Cine Fantástico y de Terror de Colina FANTEC 2013               | Colina, Chile      | [ 30 ] |
| 2014 | Noviembre  | Festival Internacional de Documentales de Antofagasta ANTOFADOCS 2014                     | Antofagasta, Chile | [ 31 ] |
| 2014 | Diciembre  | 4° Festival Internacional de Cine Diversidad de Valparaíso DIVA FILM FEST 2014            | Valparaíso, Chile  | [ 32 ] |
| 2014 | Diciembre  | 11° Festival Internacional de Cine y Documental Musical de Chile IN-EDIT 2014             | Santiago, Chile    | [ 33 ] |
| 2015 | Febrero    | 7° Festival Internacional de Cine de Iquique FICIQQ 2015                                  | Iquique, Chile     | [ 34 ] |
| 2015 | Agosto     | Muestra de Cine y Cosmovisiones América Indígena 2015                                     | Santiago, Chile    | [ 35 ] |
| 2015 | Octubre    | 9° Festival de Cine de las Ideas FECID 2015                                               | Santiago, Chile    | [ 36 ] |
| 2016 | Julio      | Festival de Cine de La Serena 2016                                                        | La Serena, Chile   | [ 37 ] |
| 2017 | Septiembre | 5° Festival Internacional de Video Danza FIVC 2017                                        | Santiago, Chile    | [ 38 ] |

## Premios y reconocimientos
- 2009: Premio al Mejor Medio Electrónico del Año de Antofagasta
- 2010: Ganador proyecto Fondart[39][40]
- 2012: Premio Alianza[41]
- 2015: Ganador proyecto Fondart[42]